# Батово (Ханты-Мансийский автономный округ)
Батово — село в России, находится в Ханты-Мансийском районе, Ханты-Мансийского автономного округа — Югры. Входит в состав Сельского поселения Сибирский.
Население на 1 января 2008 года составляло 366 человек.
Почтовый индекс — 628517, код ОКАТО — 71129932002.

## История
Путешественником Г.Ф. Миллером в 40-е гг. XVIII в. в его путевых записях упоминается деревня Батова: 
Деревня Батова, на западном берегу в 38 верстах от Реполовского погоста. Имеет 2 ямщицких двора, относящихся к дистрикту Демьянского яма, который ими и начинается.
В 1926 г. в селе Батово (Батова) было 82 хозяйства, в которых проживало 369 чел., из них 365 чел. или 99,2% - русские, и 3 чел. или 0,8% - ханты.

## Население
| 2010 |
| ---- |
| 607  |

## Климат
Климат резко континентальный, зима суровая, с сильными ветрами и метелями, продолжающаяся семь месяцев. Лето относительно тёплое, но быстротечное.